# Luboš Antonín
Luboš Antonín (22. června 1952 Praha – 17. srpna 2016 Praha) byl filozof, literární historik a knihovník.

## Životopis
V letech 1967–1968 studoval Vojenskou střední odbornou školu sdělovací techniky v Novém Mestě nad Váhom, v roce 1969 školu opustil a na dva roky nastoupil na základní vojenskou službu. Vrátil se do Prahy a s nedokončeným středoškolským vzděláním pracoval v 70. letech jako dělník v ČKD a jeřábník vs stavebním podniku Prefa. V té době se sblížil s pražským undergroundem a začal si prohlubovat vzdělání dálkovým studiem gymnázia a v letech 1979–1985 studiem oboru filozofie a historie na Filozofické fakultě Univerzity Karlovy. Za studií pracoval postupně v antikvariátu a jako topič.
Od roku 1989 až do náhlé smrti svou kariéru spojil s Národním muzeem v Praze, nejprve s Muzeologickým kabinetem v Cihelné ulici na Malé Straně, a pak čtvrt století pracoval v Knihovně Národního muzea v oddělení zámeckých knihoven. Psal stati a knížky typické přesahem filozofického názoru k okultismu a sektářství. Podílel se na mnoha projektech výstav, mj. spolupracoval s Muzeem knihy ve Žďáru nad Sázavou. Byl předsedou Společnosti Ignáce Borna a členem Společnosti Národního muzea.